# Outside (revista)
Outside es una revista estadounidense que está centrada en las actividades deportivas al aire libre y de aventura, y es la principal publicación del conglomerado empresarial Outside Integrated Media (Outside Inc.). El primer número de Outside se publicó en septiembre de 1977. En su manifiesto, la revista declara que su misión es "inspirar la participación activa en el mundo exterior a través de una galardonada cobertura de deportes, personas, lugares, aventuras, descubrimientos, salud y estado físico, equipos e indumentaria, tendencias y eventos que conforman un estilo de vida activo".

## Historia
Los fundadores de Outside fueron Jann Wenner (primer editor en jefe), William Randolph Hearst III (primer jefe de redacción) y Jack Ford (ayudante del editor fundador Donald Welsh e hijo de Gerald Ford, expresidente de EE. UU.). Wenner vendió Outside en 1978 a Lawrence J. Burke, quien la fusionó con su otra revista Mariah (fundada en 1976). Después de un periodo utilizando el nombre Mariah/Outside, finalmente se adoptó Outside para la publicación fusionada. El 19 de febrero de 2021, Pocket Outdoor Media adquirió Outside Integrated Media por un montante no revelado, luego de meses de discusiones entre Burke y el consejero delegado de Pocket, Robin Thurston. Christopher Keyes es el actual editor en jefe de Outside.

## Colaboradores notables
Outside lanzó las carreras de Sebastian Junger, Jon Krakauer y otros escritores freelance de viajes y aventura. Aunque la revista ha virado hacia una línea más comercial en años recientes, ha continuado usando figuras del mundo literario para encargos autónomos. Escritores cuyo trabajo ha aparecido en Outside incluyen a Bruce Barcott, Tim Cahill, Daniel Coyle, E. Annie Proulx, el naturalista y autor David Quammen y Bob Shacochis. El compositor David Berkeley también ha trabajado para Outside. 

## Outside TV
El 1 de junio de 2010, la entonces empresa propietaria Mariah Media, con base en Santa Fe (Nuevo México), lanzó Outside Television (ahora renombrada Outside TV) en asociación con Resort Sports Network.